# Jawa 250
Jawa 250 (укр. Ява 250) — сімейство мотоциклів чехословацької компанії Jawa з одноциліндровим двигуном об'ємом 250 см3 представлених в багатьох поколіннях.

## Моделі
- Jawa 250 Special (1935)
- Jawa 250 Duplex (1939)
- Jawa 250 Perak (1946)
- Jawa 250 Typ 353 (1954)
- Jawa 250 Typ 559 (1962)[1]
- Jawa 250 Typ 590 (1963)
- Jawa 250 Typ 592 (1969)
- Jawa 250 Typ 623 (1970)[2]

З 2008 року виготовляється Jawa 250 Travel з двоциліндровим чотирьохтактним двигуном об'ємом 233,9 см3  потужністю 17 к.с.

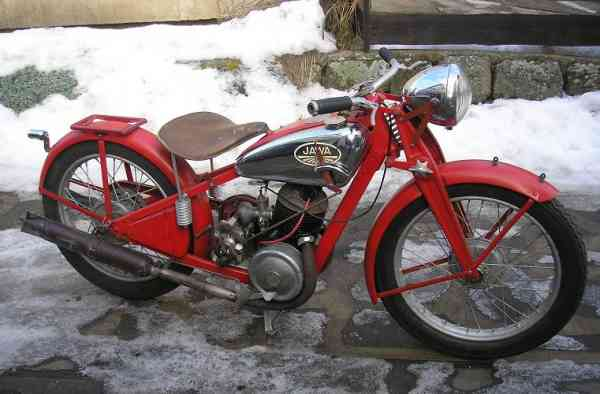
Jawa 250 Special
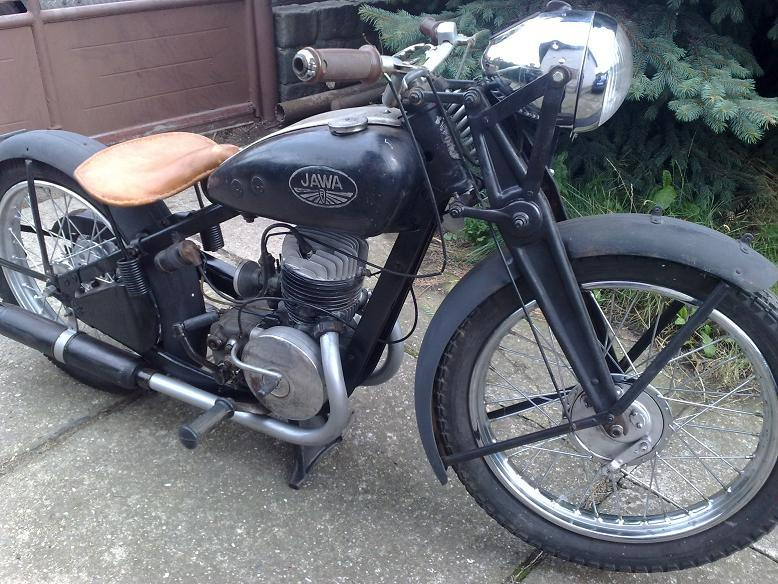
Jawa 250 Duplex
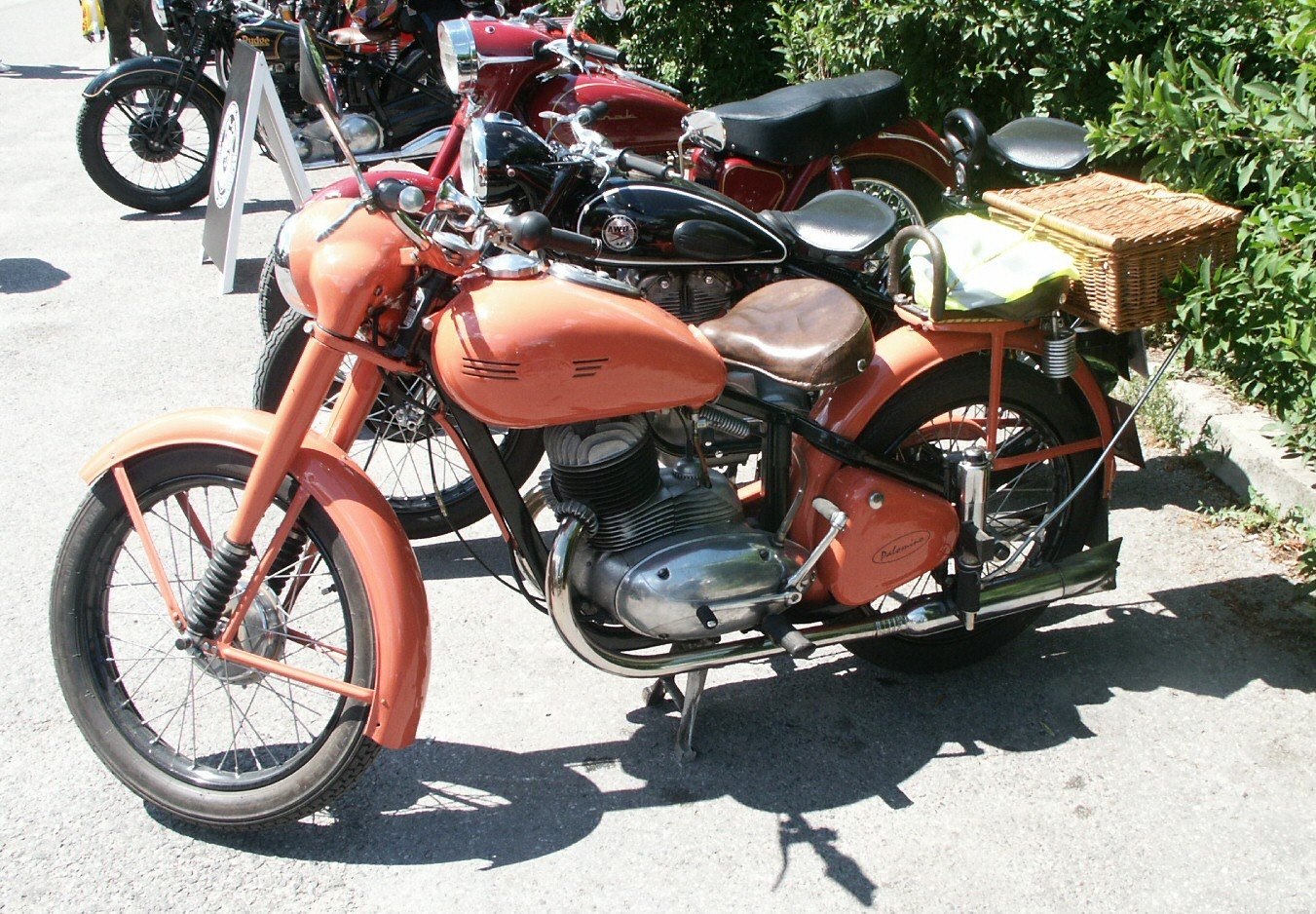
Jawa 250 Perak

## Jawa 250 Typ 353

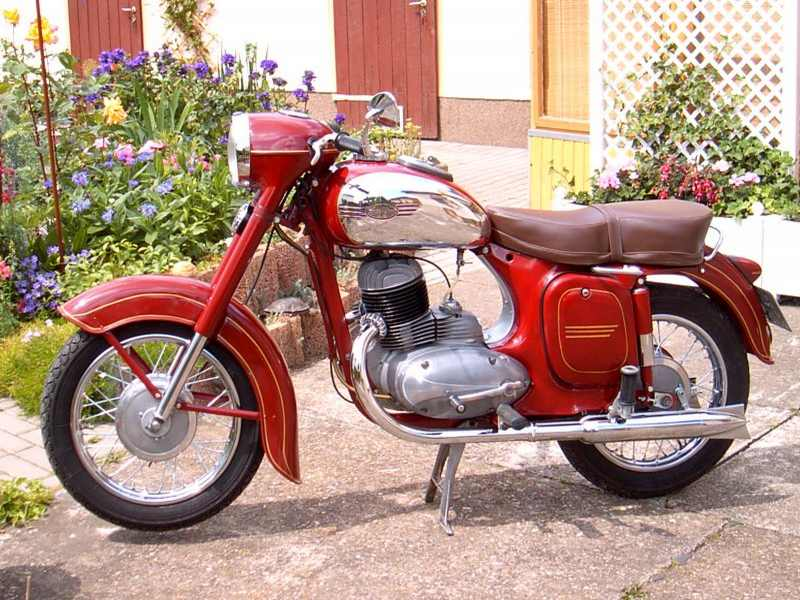
Класичний мотоцикл Jawa 250 typ 353/03

Jawa 250 Typ 353 - дорожній мотоцикл, що вироблявся концерном Jawa з 1953 по 1962 рік. Внаслідок використання рухомої задньої вилки досі збереглося прізвисько цих моделей - «Ківачка» 250. Більшість мотоциклів були пофарбовані в вишневий колір з золотими смужками, але у версії для експорту в Німеччину був доступний і чорно-сірий із золотою смужками.
Jawa 250 Typ 353 став першим серійний мотоциклом, який мав задню підвіску з маятниковою виделкою з парою амортизаторів. Від свого попередника успадкував двигун, який мав той же дизайн. Телескопічна передня вилка мала спіральні пружини всередині несучих труб. Колеса були змінені, 19-дюймові поступилися місцем 16-дюймовими колісними дисками. Два окремих сидіння, які були на попереднику, були замінений на комфортабельне подвійне сидіння, під яким розмістили відсік для зберігання різних предметів. У перші роки виробництва мотоцикл був оснащений амперметром, розміщеним на паливному баку, глушниками типу «риб'ячий хвіст», карбюратором JIKOV 2924H. Зчеплення оснащувалося полуавтоматом вичавлюючи.
У 1954 році починається виробництво мотоциклів Typ 353/02 з характерним для двигунів Jawa 250 Typ 353 використанням одного важеля для перемикання передач і для пуску двигуна - при перекладі його у вертикальне положення він виконував роль кікстартера.
З 1955 року став випускатися Typ 353/03 підвищеної потужності 12 к.с., з іншими педалями для запуску і перемикання і новими колісними центрами, спиці коліс стали прямими, з зачепленням за фланці гальмівних барабанів без відгину решт.
З 1957 випускався модернізований Typ 353/04. З'явилися глушники шуму впуску з пластмаси, з вмонтованими елементами, що фільтрують. Вони були розташовані під передньою частиною сідла і з'єднувалися з карбюратором фігурної гумовою муфтою. У передній вилці пружини стали встановлювати зовні нерухомих труб (до цього у всіх моделей вони були всередині), таке розташування дало можливість використовувати пружини більшого діаметра. У березня 1959 був змінений замок запалювання з розташуванням в корпусі фари, з'явилися «сигароподібні» подовжувачі глушника, карбюратор JIKOV Моноблок 2926 (на тимчасових версіях JIKOV 2926 TR) з новим повітряним фільтром.

### Будова мотоцикла
Двигун - одноциліндровий, двотактний з повітряним охолодженням. Головка циліндрів з легкого сплаву, циліндр чавунний.
Електрична система: котушка запалювання, розташована під паливним баком. Генератор потужністю 45 Вт і регулятор напруги розташовані на валу двигуна з правого боку. Акумулятор 6 В, 14 Ач. Свічки запалювання Bosch з різьбленням 14x1.25 з теплотворною здатністю 225 од.
Зчеплення: багатодискове, пробкові диски, працює в масляній ванні, має напівавтомат вичавлюючи при перемикання передач.
Коробка передач: зблоковані з двигуном, перемикання передач важелем на лівій стороні мотоцикла. Індикатор розміщений в замку запалювання на паливному баку. Моторна передача однорядной ланцюгом, що працює в масляній ванні. Задня передача - ланцюгом в герметичному корпусі. Привід спідометра від коробки передач.
Рама: закритого типу, із сталевих труб з прямокутним поперечним перерізом. Телескопічна передня вилка з гідравлічними амортизаторами, хід 130 мм (в новій моделі 150 мм). Задній маятник на двох гідравлічних амортизаторах, хід 100 мм.
Колеса: Змінні, 36-спиць, розмір обода - 16х1.85B.
Гальма: Барабанні, діаметром 160 мм і шириною колодок 35 мм. Загальна площа фрикційних накладок 98см² на кожному колесі.
Паливний бак: штампований з листової сталі об'ємом 13 літрів. У бак вбудований вимикач запалювання і амперметр.

## Jawa 250 Typ 559/02

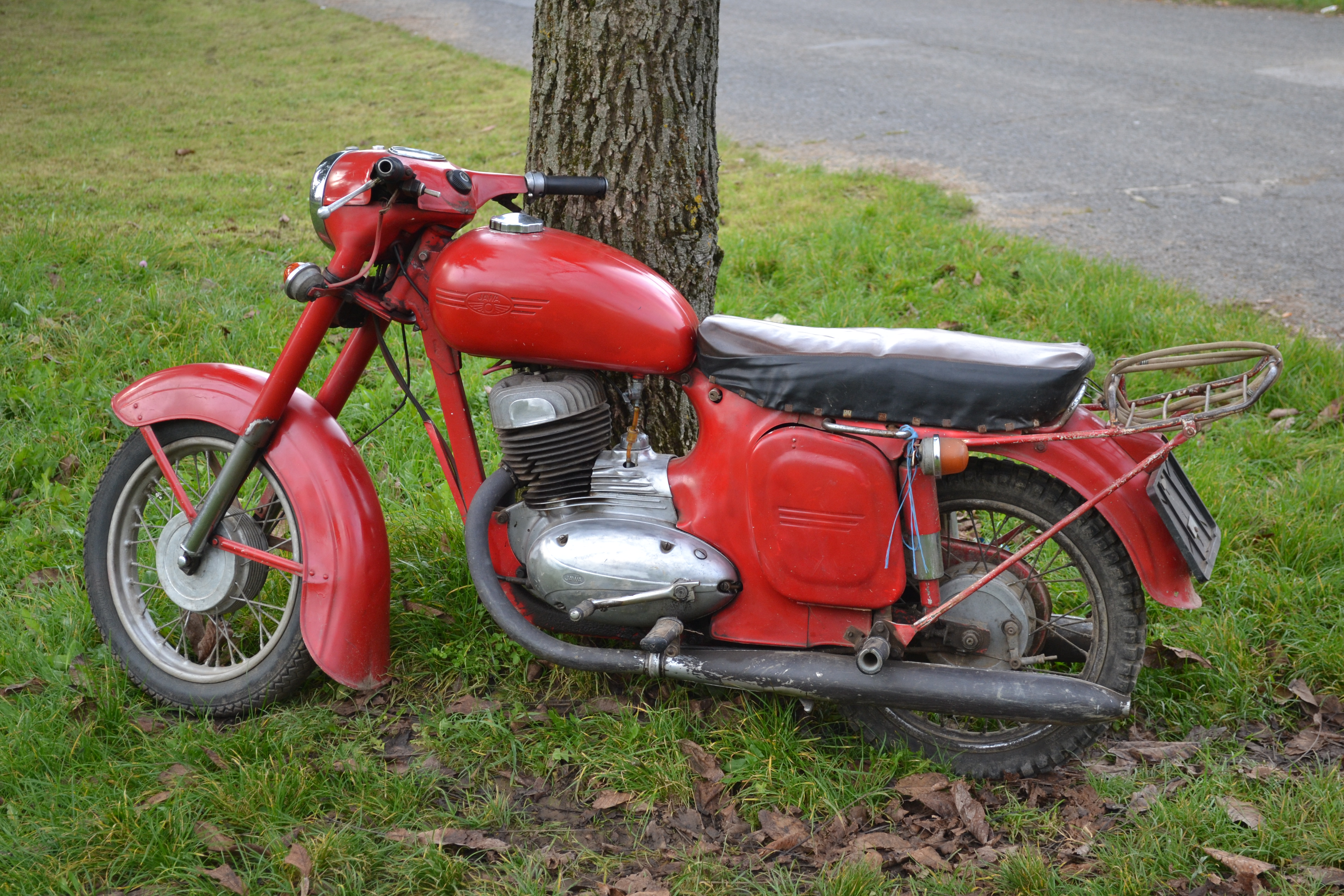
Мотоцикл Jawa 250 typ 559/02

Саме ця класична модель стала культовою в СРСР, і по сьогодні є об’єктом ностальгії та уваги колекціонерів мототехніки. Мотоцикли JAWA 250 з початку 1960-х років в значній кількості експортувались до СРСР. Постійна проблема з придбанням запчастин, деякою мірою вирішувалася за допомогою замовлень через «Посилторг».
У жовтні 1962 року підприємство «ЯВА» випускає нову модель класу 250 куб.см. тип 559/02 (одноциліндровий). Ходова частина нової моделі однакова з мотоциклом ЯВА 250 мод. 353, але поліпшений зовнішній вигляд, та функціональні якості. Головна зміна зовнішнього вигляду мотоциклів даних моделей відбулося за рахунок того, що форма верхньої половини корпусу фари переходить в кожухи керма до рукояток, утворюючи з ними єдину елегантну форму. Було змінено і форму спідометра, він став овальним замість круглого, як у попередніх моделей. Одночасно був введений замок запалювання нового типу, комбінований з вимикачем світла. Ліхтар на задньому щитку виконаний з просвітленого червоного полістиролу. У ньому розміщено лампочки сигналу гальмування і габаритного світла.
Було встановлено сідло нової форми, яке знімалося тільки після відмикання замка в передній частині. Під сідлом містились пружинні засувки замикання бічних ящиків, які зовні відкрити було неможливо. У двигуні мотоцикла JAWA 250-559/02 було введено деякі принципові зміни. Потужність підвищили з 12 к.с. до 14 к.с., причому застосували циліндр нової конструкції із видозміненими продувочними каналами. Карбюратор обладнали збагачувачем суміші для кращого пуску двигуна.
Орієнтовно з 1968 року виробництво одноциліндрових моделей з двигуном об'ємом 250 куб.см. було остаточно припинено. На спільному підприємстві «Ява-Індія» під маркою «Yezdi» з 1960 року випускалися моделі Jawa 250.

## Jawa 250 Typ 590

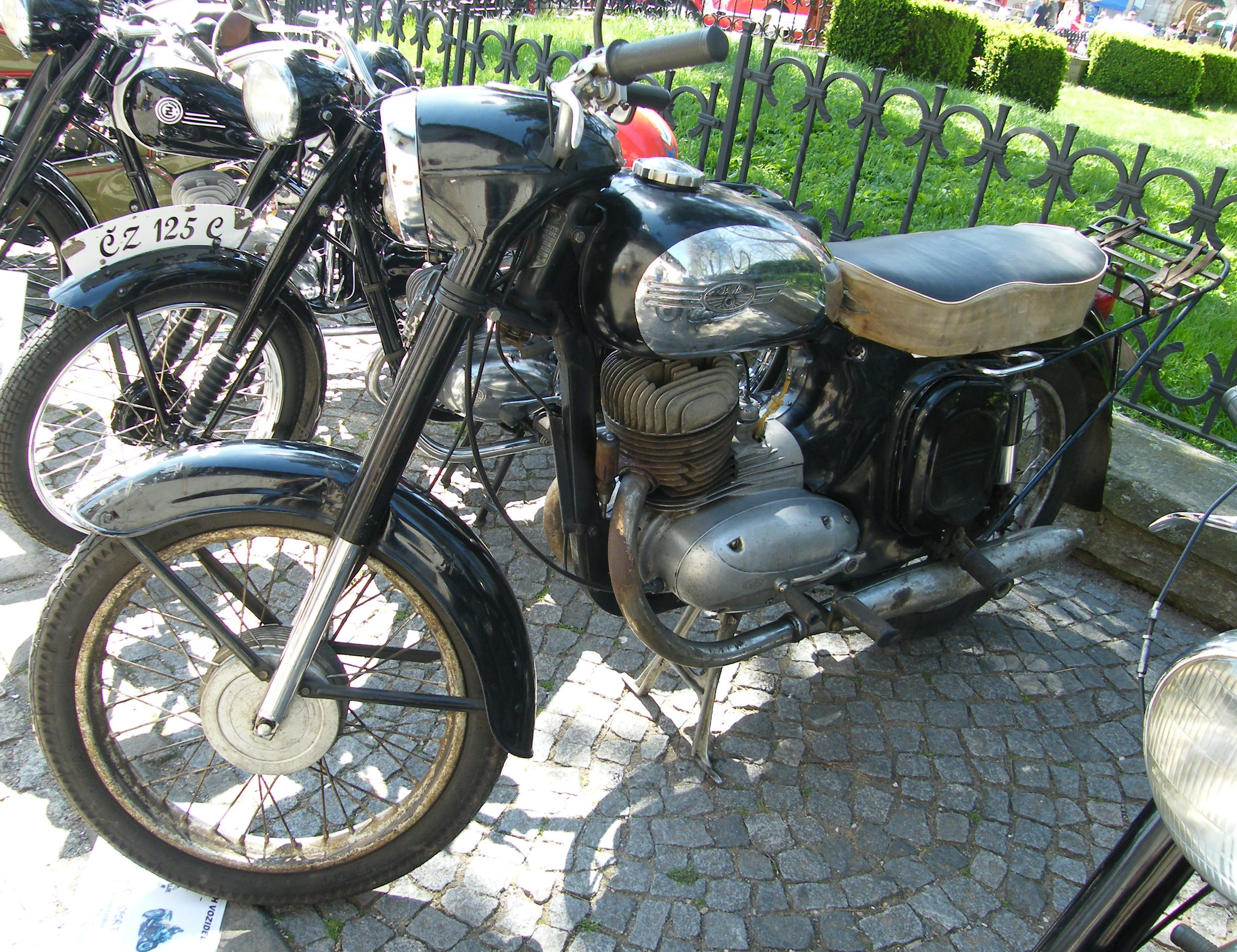
Jawa 250 Typ 590 Sport (1967)

Jawa 250/590 виготовлялася у 1963-1971 роках.
Модель була створена на основі попередника Jawa 250/559, від якого вона відрізняється головним чином використанням дев’ятнадцяти дюймових коліс. Переднє крило вужче, а вилка пристосована для більшого колеса. Заднє крило відрегульовано по висоті. Карбюратор був обладнаний повітрозабірником замість дроселя. Руль спортивний із поперечиною та швидкострільним вогнем.